# Shigenori Soejima
Shigenori Soejima (jap. 副島 成記, Soejima Shigenori; * 24. Februar 1974 in der Präfektur Kanagawa) ist ein japanischer Illustrator und Grafikdesigner.

## Biografie und Werk
Soejima stammt aus der Präfektur Kanagawa und begann mit dem Zeichnen während seiner Grundschulzeit, wo er Geschichten zu Doraemon zeichnete. Nach der Schule begann er nach der Ablehnung an einer Kunsthochschule eine zeichnerische Ausbildung an der Tōkyō Design Senmon Gakkō (Design-Fachschule Tokio). Nachdem eine bereits in Aussicht gestellte Anstellung bei einer Werbeagentur zurückgezogen wurde, bewarb er sich in der Spieleindustrie, wobei das Unternehmen Atlus zuerst zusagte.
Seine erste Aufgabe hatte er bei der gemeinsam von Atlus und Sega entwickelten Software der 1995 erschienenen „Print Club“-Fotoautomaten, wo er jedoch zunächst nur für kleinere Aufgaben eingesetzt wurde darunter die Animation des Atlus-Maskottchens im Titelbildschirm. Bei Shin Megami Tensei: Devil Summoner aus demselben Jahr war er Teil des für die Kolorierung der Dämonen verantwortlichen Teams. Seine dabei vorgeschlagene digitale Airbrush-Technik fand Anklang und wurde dann auch in den folgenden Spielen der Reihe verwendet. Da das Team seine Arbeit vorzeitig beendete, wurde er dann dem Spiel Megami Ibunroku Persona (1996) zugeteilt, wo er die Vor- und Abspannfilme mitgestaltete, einige Figuren zeichnete und die Begleitpublikationen und Verpackung kolorierte. Bei Devil Summoner: Soul Hackers (1997) wurde ihm auf persönliche Empfehlung des Character Designers der Megami-Tensei-Reihe Kazuma Kaneko das Character Design der Nebenfiguren überantwortet. Die gleiche Position nahm er bei Persona 2 (1999/2000) ein. Für Rebus (1998) zeichnete er die Grafiken der Items. Bei den PlayStation-Remakes von Shin Megami Tensei, Shin Megami Tensei II und Shin Megami Tensei if…, die teilweise außerhalb von Atlus umgesetzt worden war er für die Kontrolle der Arbeiten der Subunternehmem verantwortlich und übernahm damit erstmals Aufgaben außerhalb des Grafikdesigns. Bei Shin Megami Tensei: Lucifer’s Call (Originaltitel: Shin Megami Tensei III – Nocturne; 2003) war er an der Darstellung der Spielewelt aber auch bei den Spieleereignissen beteiligt. Als Glücksfall für ihn sollte sich Stella Deus (2004) erweisen. Als sich dieses in der Entwicklung befand und der damit beauftragte externe Spieleentwickler bei Atlus um einen freien Illustrator fragte, bot sich Soejima an und erhielt daraufhin die Verantwortung für das Character Design und der künstlerischen Leitung (Art Direction) und prägte damit den visuellen Stil des Spiels.
Ebenfalls 2004 dehnte er seine Aktivitäten auch außerhalb der Spielebranche aus als ihm die Illustration für den im Literaturmagazin Faust Band 4 zu veröffentlichende Kurzgeschichte Haisenjō no Aria (廃線上のアリア) von Takekuni Kitayama angeboten wurde. Die Werke Ito no Mori no Himegimi (糸の森の姫君; 2005) in Faust Band 6 Side-B und Haritsuke no Arietta (磔アリエッタ; 2008) in Faust Band 7 desselben Autoren wurden ebenfalls von Soejima illustriert.
Die gleichen Positionen wie in Stella Deus übernahm er dann in Persona 3 (2006), sowie später Persona 4 (2008), womit er Kaneko als Character- und Grafikdesigner der Persona-Reihe ablöste. Außerhalb von Atlus wurde er auch für das Character Design des von From Software entwickelten und von Banpresto produzierten Spiels Another Century’s Episode 3: The Final engagiert. 2009 wurde ihm ebenfalls angeboten eine Figur für das Online-Mahjongg-Spiel Momoiro Taisen Pairon zu erschaffen, in dem jede der mehr als 100 Figuren von einem anderen Künstler stammt. 2011 arbeitete er als Character Designer und Art Director für Atlus’ Catherine, als auch Character Designer für Another Century’s Episode Portable, sowie 2012 und 2013 für das Persona-4-Remake Persona 4: The Golden und die Beat-’em-up-Spin-offs Persona 4: The Ultimate in Mayonaka Arena und Persona 4: The Ultimax Ultra Suplex Hold.